# Дурићи
Дурићи су насељено мјесто у општини Власеница, Република Српска, БиХ. Према попису становништва из 1991.  године у насељу је живјело 309 становника.

## Становништво
Према попису становништва из 1991. године, мјесто је имало 309 становника. Сви становници су били Муслимани.
| Демографија | Демографија | Демографија |
| Година      | Становника  | Становника  |
| ----------- | ----------- | ----------- |
| 1961.       | 162         |             |
| 1971.       | 249         |             |
| 1981.       | 270         |             |
| 1991.       | 309         |             |